# Cour des comptes (France)
Pour les articles homonymes, voir Cour des comptes.
 (février 2010).
Si vous disposez d'ouvrages ou d'articles de référence ou si vous connaissez des sites web de qualité traitant du thème abordé ici, merci de compléter l'article en donnant les références utiles à sa vérifiabilité et en les liant à la section « Notes et références ».
La Cour des comptes est une juridiction financière de l'ordre administratif en France, chargée principalement de contrôler la régularité des comptes publics, de l'État, des établissements publics nationaux, des entreprises publiques, de la sécurité sociale, ainsi que des organismes privés bénéficiant d'une aide de l'État ou faisant appel à la générosité du public. Elle informe le Parlement, le Gouvernement et l'opinion publique sur la régularité des comptes.
Les rapports de la Cour des comptes n'ont pas de caractère contraignant. L'une des évolutions récentes est le suivi des actions entreprises de façon glissante[pas clair] d'un rapport au suivant.
La Cour siège au palais Cambon dans le 1er arrondissement de Paris depuis 1912.

## Histoire

### Sous le Moyen Âge et l'Ancien Régime
Les comptes fiscaux du royaume voyageaient avec les rois de France lors de leurs pérégrinations, car ils servaient de preuves ou de références et étaient essentiels à l'établissement des chartes et des traités sur lesquels étaient apposés les sceaux du roi et de ses vassaux.
C'est en raison de la perte de la totalité des comptes fiscaux du royaume de France lors de la bataille que Richard Ier d'Angleterre mena contre Philippe-Auguste en 1194 dans le comté de Blois — le souverain anglais fit main basse sur les coffres contenant les comptes du royaume de France et refusa de les restituer — que la décision de rendre les comptes de la cour sédentaires fut prise par Philippe II qui installa un embryon de Chambre des comptes sur l'île de la Cité, le Trésor étant gardé à la tour du Temple.
Cependant, la première organisation officielle ressort de l'ordonnance de Vivier-en-Brie de Philippe V de France « le long » en 1320 : autour du souverain des finances (représentant du roi) siègent des maîtres clercs, préfiguration des actuels conseillers maîtres.
C'est en 1256 qu'une commission issue de la Cour du roi (Curia Regis) est mentionnée dans une ordonnance de saint Louis. Elle prescrit aux « mayeurs et prud'hommes » (les maires) de Haute-Normandie d'établir chaque année des comptes à lui adresser. Quelques années plus tard, en 1303, la Chambre des comptes de Paris, qui succède à la Cour du roi en matière de finances, est installée au palais de la Cité où elle restera jusqu'à la Révolution.
À la fin du XIVe siècle, apparaissent les fonctions de présidents et celles de représentants du ministère public. La séparation des ordonnateurs et des comptables s'établit en même temps que la Chambre devient une institution distincte de la Cour du roi.
Puis en 1467, une ordonnance sera prise par Louis XI, au terme de laquelle les chambres ne deviennent vacantes qu'en cas de mort, de démission volontaire, ou de condamnation pour forfaiture de leurs titulaires. C'est alors que les fondements de l'inamovibilité des juges des comptes, essentielle à leur fonction, sont ainsi posés. Ces magistrats inamovibles rendaient, en tant que membres d'une Cour souveraine, des arrêts en principe insusceptibles d'appel, sauf intervention de la Chambre du Conseil.
À partir du XVIe siècle, quelques chambres provinciales des comptes sont créées.
Les attributions et les compétences des différentes juridictions de l'ancienne France, n'étant pas toujours nettement définies, la Chambre des comptes eût à soutenir des conflits ou des rivalités, en particulier avec le parlement de Paris ou la Cour des aides.

### Napoléon: la refondation

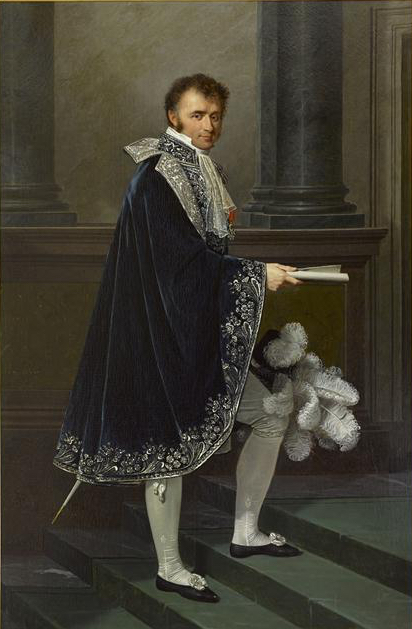
Le comte Mollien, ministre du Trésor public.

En septembre 1791, la Chambre des comptes de Paris et les chambres des comptes provinciales sont supprimées et remplacées par un Bureau de comptabilité, créé par la Constituante.
Transformé en Commission de la comptabilité sous la Convention, cet organisme n'avait reçu ni l'autorité, ni les moyens de garantir la régularité des fonds publics.

Pour compléter l'organisation financière du gouvernement, il manquait une institution propre à donner des garanties suffisantes sur le maniement des deniers publics. 

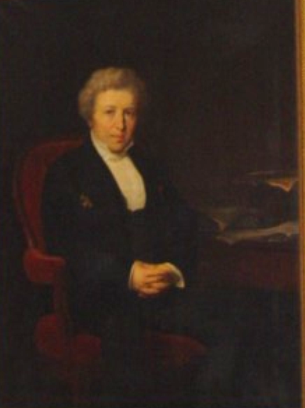
Le comte Jean Bérenger (1767-1850), conseiller d'État, Directeur général de la Caisse d'amortissement.

Napoléon Bonaparte créa la Cour des comptes, un corps unique centralisé de contrôle des comptes publics, avec la Loi du 16 septembre 1807.
L'établissement de cette Cour des comptes et l'adoption d'un code commercial furent les actes législatifs les plus importants de l'année 1807, Mollien étant à l'époque ministre du Trésor public.
Le 5 septembre, les conseillers d'État Jacques Defermon, Jean Bérenger et Jaubert furent chargés de présenter au nom de Sa Majesté, le projet de loi portant création d’une cour des Comptes au Corps législatif. L’exposé des motifs fut présenté le 5 septembre. La discussion en fut remise au 16 septembre. Ce fut le même Jean Bérenger (1767-1850), fils de pasteur huguenot, conseiller d'État, directeur général de la Caisse d'amortissement, qui rédigea et déposa devant l'Empereur le décret impérial du 28 septembre 1807 sur l'organisation de la Cour des comptes. La séance inaugurale de la cour se tint le 5 novembre 1807.

### LesXIXeetXXesiècles
La Cour des comptes siégeait au palais d'Orsay, jusqu'à son incendie lors de la Commune de Paris en 1871. L'escalier y avait été décoré à fresque par Théodore Chassériau entre 1844 et 1848. Les fresques sont aujourd'hui conservées au musée du Louvre.
La Cour des comptes fut ensuite hébergée temporairement au Palais-Royal, puis gagna en 1912 la rue Cambon, dans un bâtiment, dit palais Cambon, construit à partir de 1899 d'après les plans de Constant Moyaux, à l'emplacement du couvent de l'Assomption. Depuis lors, l'institution s'est étendue et occupe d'autres bâtiments du quartier.

### LeXXIesiècle
En 2023, la chambre du contentieux et la cour d'appel financière sont mises en place, pour remplacer la distinction qui existait entre le jugement des comptables (jugés par la Cour des comptes ou la CRTC) et celui des ordonnateurs (jugés par la CDBF).

## Organisation

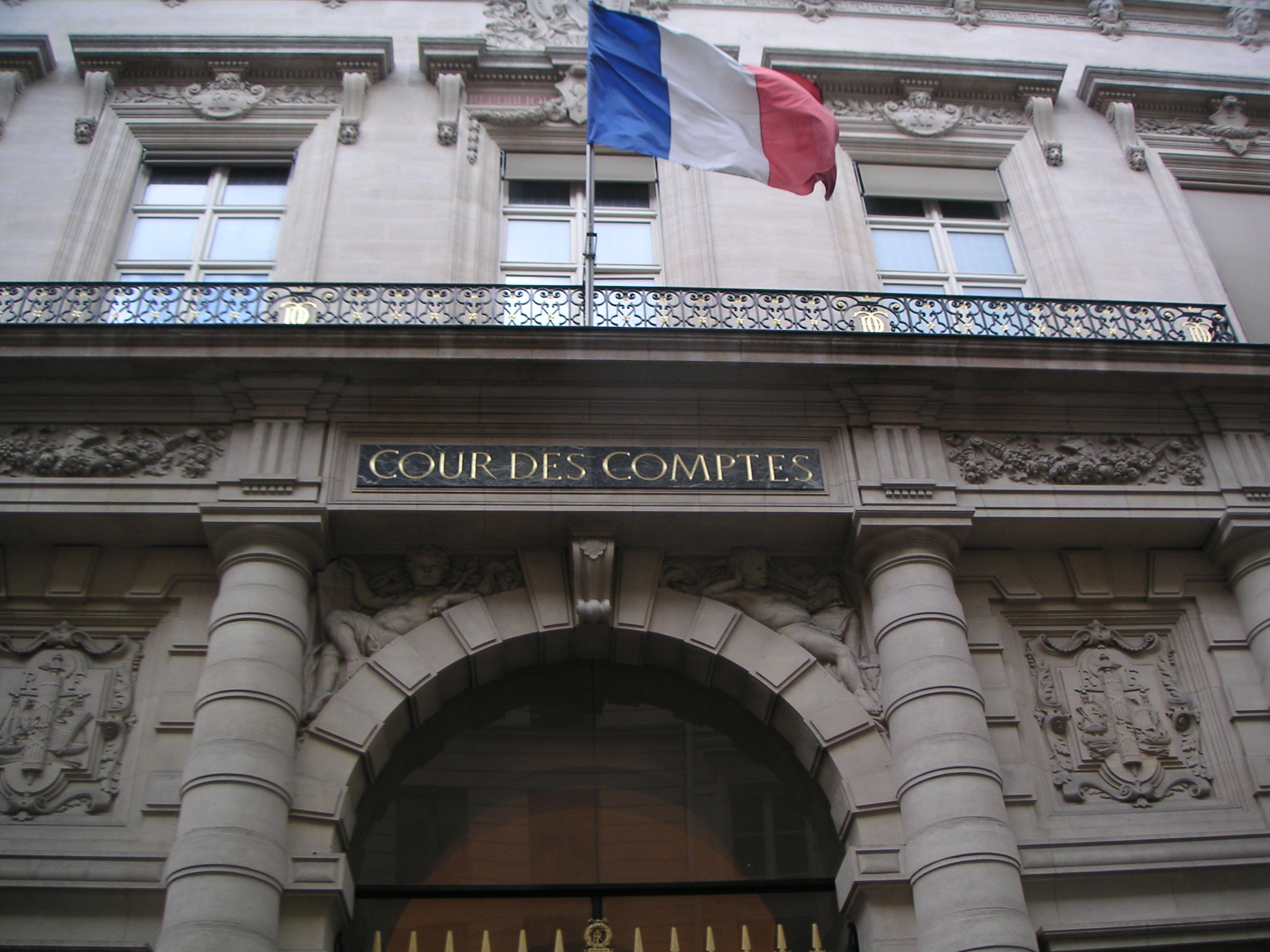
Entrée principale, au 13, rue Cambon, à Paris.

La Cour des comptes comprend sept chambres composées de magistrats nommés par décret du président de la République. Plusieurs grades existent parmi ses magistrats financiers : auditeur, conseiller référendaire et conseiller maître. Ces grades sont attribués en fonction de l'ancienneté du magistrat. Chaque chambre se voit attribuer des domaines de compétences, sous la direction d'un président de chambre. La Cour est présidée par un premier président.
Le parquet est constitué d'un procureur général assisté d'avocats généraux.
Tous les membres de la Cour des comptes ont qualité de magistrats inamovibles régis par les dispositions statutaires de la fonction publique de l'État et non par le statut de la magistrature. Au grade d'auditeur de 2e classe, le recrutement se fait parmi les élèves les mieux classés issus de l'Institut national du service public (INSP, ex-ENA), de façon similaire au Conseil d'État ou à l'Inspection générale des Finances. Une procédure spécifique permet par ailleurs de recruter annuellement quelques officiers et, au tour extérieur, des cadres de l'administration de haut niveau.
La Cour des comptes et les juridictions financières sont financées par le budget de l'État, au sein de la mission « Conseil et contrôle de l’État », et ont, de plus, des ressources propres. Le budget total des juridictions financières s’est élevé à 218 millions d’euros en 2021, la masse salariale en représente 88 %.
Dans le cadre de sa mission de certification des comptes de l'État et de la Sécurité sociale, la Cour des comptes recrute par voie contractuelle des experts qui sont généralement issus de grands cabinets d'audit privés ou d'autres fonctions publiques.
Depuis le 1er septembre 2021, la Cour des comptes est organisée en sept chambres et un comité du rapport public et des programmes :
- 1re chambre : compétences économiques et financières de l'État, financement de l'économie et institutions financières publiques, finances publiques et comptes de l'État, industrie, commerce et service ;
- 2e chambre : énergie, transports et télécommunications, agriculture et mer, environnement ;
- 3e chambre : éducation, jeunesse et sports, enseignement supérieur, recherche, culture et communication ;
- 4e chambre : défense, sécurité intérieure, justice, affaires étrangères, pouvoirs publics, services du Premier ministre, administration déconcentrée, finances publiques locales, appels des jugements des chambres régionales et territoriales des comptes ;
- 5e chambre : travail et emploi, ville et logement, cohésion des territoires, immigration et intégration, cohésion sociale et solidarité, générosité publique ;
- 6e chambre : sécurité sociale, santé, secteur médico-social ;
- 7e chambre : contentieux.

## Missions

### Jugement des comptes des comptables publics (jusqu'au 31 décembre 2022)

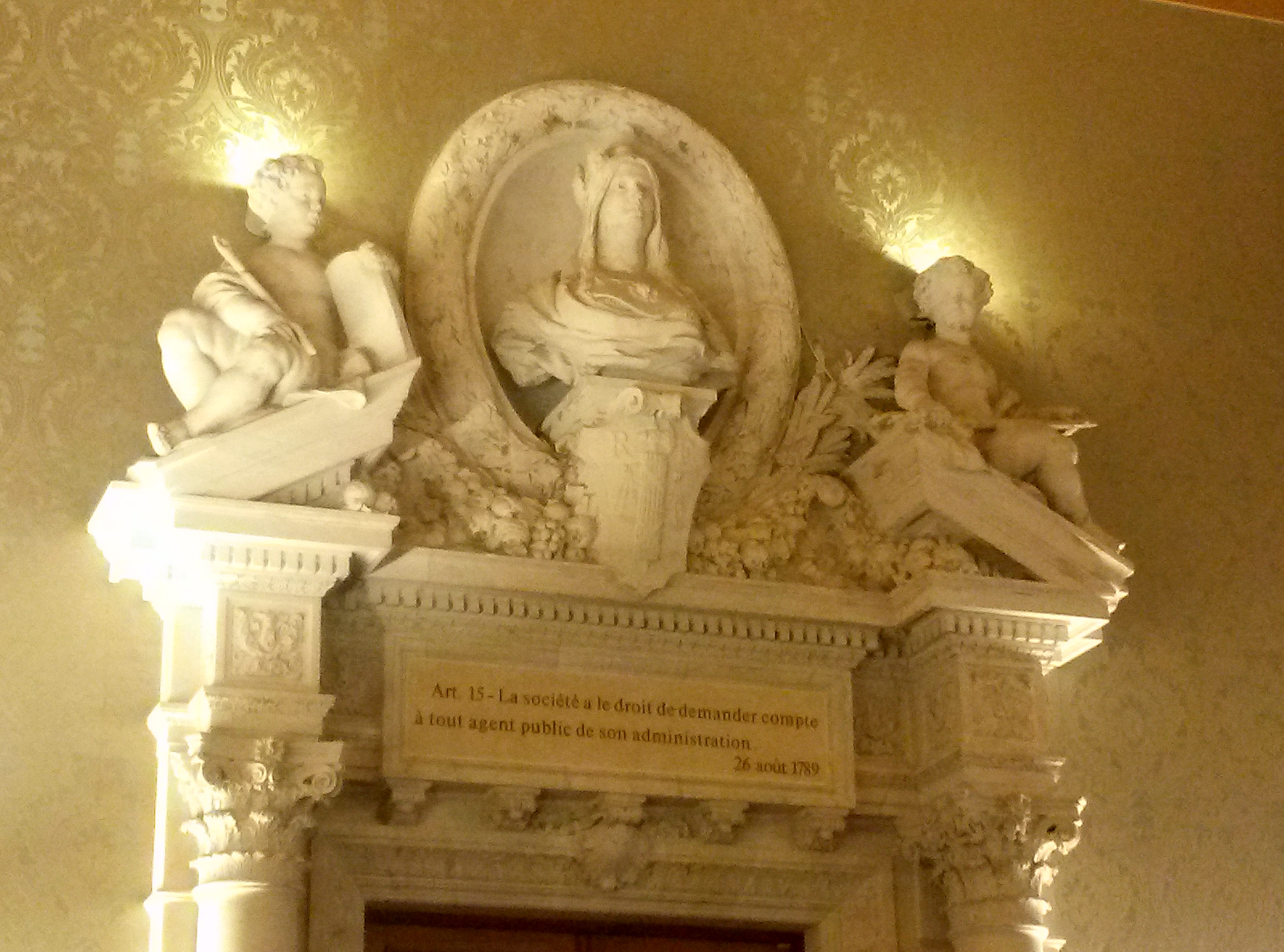
Détail de la Grand' chambre du bâtiment de la Cour des comptes rappelant l'article 15 de la Déclaration des droits de l'homme et du citoyen de 1789

Selon l'article 1er de la loi du 22 juin 1967, aujourd'hui codifié au Code des juridictions financières : « La Cour des comptes juge les comptes des comptables publics ». Cette mission a été abrogée à partir du 1er janvier 2023, par l'ordonnance du 23 mars 2022 sur la responsabilité financière des gestionnaires publics. Le régime de responsabilité juridictionnelle propre aux comptables publics s'interrompt et est remplacé par un régime de responsabilité plus large applicable à tous les gestionnaires publics au sens de l'ordonnance.
Toutefois, cette qualification législative en tant que juridiction s'avère purement formelle, au regard de la matérialité de ses missions, qui n'ont de juridictionnel que le nom et présentent toutes les caractéristiques d'une fonction administrative de contrôle. En effet, le jugement des comptes des comptables publics n'a nullement pour objet de régler un litige mais de sanctionner, de manière automatique, les erreurs des comptables publics dans l'établissement de leur compte. Un « arrêt » de la Cour des comptes n'a donc aucune portée contentieuse, ayant seulement pour objet une fonction disciplinaire de sanction des erreurs commises. Une telle fonction disciplinaire n'est alors pas différente de celle du supérieur hiérarchique d'un agent dans la fonction publique qui procèderait à la sanction des erreurs commises par son subordonné.
Une telle appellation de « Cour » ne trouve de justification que dans le contexte historique ayant présidé à son institution : Napoléon souhaitait la mise sur pied d'un corps de contrôleurs des services de l'État qui soit effectivement indépendant des services contrôlés. Or, à l'époque, seul le modèle judiciaire permettait de garantir une telle indépendance ; c'est la raison principale pour laquelle la Cour des comptes a vu son organisation définie sur le modèle de la Cour de cassation et se trouve encore considérée comme une juridiction.
Aujourd'hui, la garantie de l'indépendance d'un corps de contrôleurs de l'État est devenue, avec la généralisation du modèle des autorités administratives indépendantes (AAI), détachable du modèle judiciaire. Tant et si bien que si la Cour des comptes avait été créée à la fin du XXe siècle, elle serait formellement considérée comme une AAI, ce qu'elle est sur le plan matériel des fonctions qu'elle effectue.

#### Jugement des comptes des comptables publics patents
Jusqu'en 2008, la procédure devant la Cour des Comptes était secrète, écrite et objective, le principe du contradictoire n'étant maintenu que par la règle du double arrêt : un manquement constaté, la Cour rendait un arrêt temporaire, laissant au comptable deux mois pour apporter les justificatifs additionnels ou verser la somme manquante, l'arrêt définitif ne pouvant intervenir qu'après. La Cour européenne des droits de l'homme, dans l'arrêt de 2006 Martinie c/ France, avait cependant considéré que cette procédure violait l'article 6 § 1 de la Convention européenne des droits de l'homme.
La loi no 2008-1091 a depuis profondément remanié la procédure, supprimant la règle du double arrêt, le caractère contradictoire étant notamment assuré par la publicité de l'audience dès lors que des charges ont été retenues.
Les comptables régulièrement nommés par le ministre des Finances sont appelés « comptables patents ». La juridiction financière a pour mission de juger les comptes de ces comptables c'est-à-dire de s'assurer qu'ils ont correctement recouvré les recettes dont le recouvrement leur incombe et que le paiement des dépenses qu'ils ont exécutées a été effectué selon les règles de la comptabilité publique. Lorsque le compte est régulier, la Cour donne quitus au comptable de sa gestion et lui accorde la décharge.
Les comptables sont personnellement responsables des opérations qui leur incombent. Si la juridiction financière constate un manquant en deniers (soit parce qu'une recette n'a pas été recouvrée alors qu'elle aurait dû l'être, soit parce qu'une dépense a été payée alors qu'elle n'aurait pas dû l'être, soit encore parce qu'il manque des deniers dans la caisse du comptable), elle déclare le comptable en débet : celui-ci doit alors rembourser sur ses deniers personnels la somme manquante.
La Cour ne juge pas directement l'ensemble des comptables publics, qui sont au nombre de plusieurs milliers. Certains comptables, dits « comptables secondaires », voient leurs opérations rattachées au compte d'un « comptable principal », qui répond de leurs opérations devant la Cour des comptes. Les comptables principaux, seuls justiciables de la Cour, sont essentiellement les directeurs départementaux ou régionaux des finances publiques, installés dans chaque département.
Chacune des chambres saisit les comptes délivrés au moins une fois par an par les comptables publics de l'État. Les comptes des collectivités locales sont contrôlés par les vingt-six chambres régionales des comptes (15 en métropole et 2 outre-mer pour la Guadeloupe, la Martinique, la Guyane d'une part et La Réunion et Mayotte d'autre part) et les six chambres territoriales des comptes (Nouvelle-Calédonie, Polynésie Française, Saint-Barthélemy, Saint-Martin et Saint-Pierre-et-Miquelon), la Cour ne statuant qu'en appel. Les procédures sont dirigées par la Cour, et contradictoires (communication du dossier, audition du comptable dont la responsabilité semble devoir être mise en cause). La procédure est principalement écrite et secrète, toutefois, les audiences publiques sont maintenant plus fréquentes et les arrêts de condamnation sont en revanche publics.
Les recours possibles sont l'appel devant la Cour d'un jugement rendu par l'une des chambres régionales, la révision devant la Cour, ou le recours en cassation devant le Conseil d'État.

#### Jugement des comptes des comptables de fait

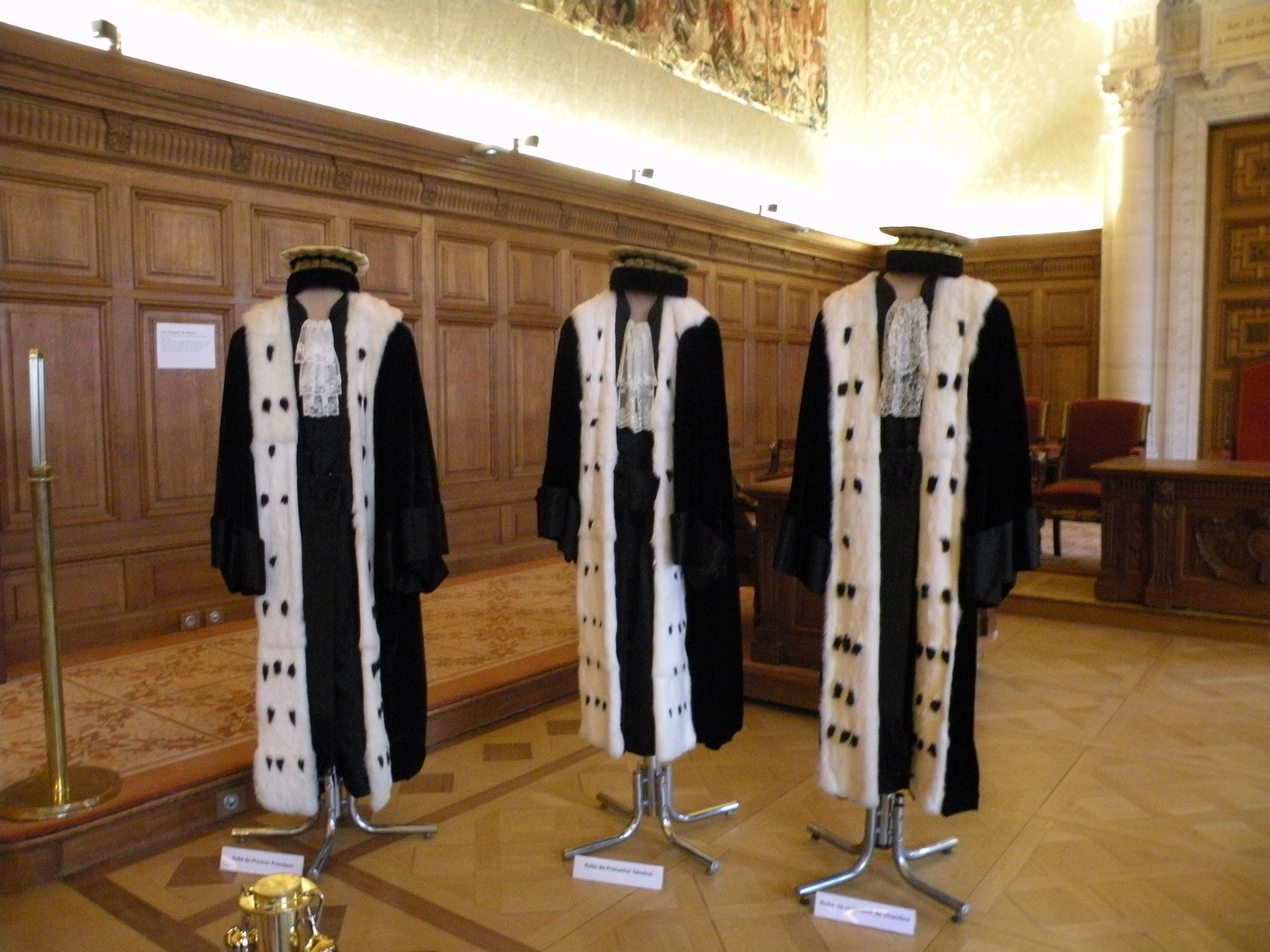
Robes des magistrats de la Cour des comptes

La procédure de jugement des comptes des comptables de fait a d'abord été mise en place sur une base jurisprudentielle par la Cour des comptes. Elle permet d'appréhender le maniement de fonds qui, ayant été irrégulièrement soustraits d'une caisse publique, ont de ce fait échappé aux règles de la comptabilité publique.
La Cour peut déclarer les personnes qui ont manié ces fonds « comptables de fait ». La déclaration de gestion de fait revient, pour la Cour, à se déclarer compétente à l'égard de ces personnes et à leur enjoindre de lui rendre compte. Le compte est ensuite jugé selon les règles ordinaires.
La Cour peut en outre infliger aux comptables de fait une amende sanctionnant leur immixtion dans les fonctions de comptable public.

### Depuis le1erjanvier 2023, le jugement des gestionnaires publics (en première instance)
L'ordonnance du 23 mars 2022 sur la responsabilité financière des gestionnaires publics remanie en profondeur les infractions poursuivies devant les juridictions financières. Mettant fin au régime de responsabilité propre aux comptables publics, aux fonctions de jugement des chambres régionales des comptes, et à la Cour de discipline budgétaire et financière, elle institue un nouveau régime unifié de responsabilité devant l'unique chambre du contentieux de la Cour des comptes, en première instance. Par ailleurs, devrait voir le jour une Cour d’appel financière, présidée par le Premier président de la Cour des comptes et au sein de laquelle quatre conseillers d’État, quatre conseillers maîtres à la Cour des comptes et deux personnalités qualifiées devraient siéger. L’appel aura caractère suspensif. En d'autres termes, la décision de première instance ne sera pas immédiatement exécutée si une des parties interjette appel. Enfin, le Conseil d’État restera le juge du droit pour les litiges nés devant ces juridictions.

### Le «contrôle de gestion»
Si la Cour des Comptes n'a pas compétence pour juger des ordonnateurs (a priori ils rentrent désormais dans le champ des gestionnaires publics dont la gestion est soumise au contrôle de la cour des comptes dès lors qu'ils exercent une mission de service public en engageant des deniers publics), elle est amenée à connaître leur gestion au travers des pièces justificatives fournies par les comptables. Depuis 1982, l'article 111-3 CJF permet un contrôle de la justesse et de la légalité de leurs choix, au travers d'un rapport d'instruction. Ce contrôle est non-juridictionnel et ne débouche pas sur une décision à l'encontre de l'ordonnateur, mais peut aboutir à des observations adressées aux administrateurs ou à une saisine de la Cour de discipline budgétaire et financière.

### Vérification des comptes et de la gestion des services publics
Le contrôle des entreprises publiques ne donne pas lieu à des jugements mais à des rapports particuliers ou avis. En plus de la simple légalité ou régularité des opérations financières, il examine aussi l'efficacité des activités de l'administration ou de l'organisme contrôlé, dans un souci de bon emploi des fonds publics.

### Certification des comptes de l'État
En application des dispositions du 5° de l'article 58 de la loi organique relative aux lois de finances (LOLF) de 2001, la Cour est investie de la mission de certification des comptes de l'État. L'acte de certification doit être annexé au projet de loi de règlement. Le premier exercice comptable soumis à la certification de la Cour est l'exercice 2006. Cette nouvelle mission place la Cour au cœur de la réforme des finances de l'État.
La Cour doit formuler sa position au sujet des comptes annuels, publiés par le ministère des Finances, au regard des règles et principes de la comptabilité de l'État français. Les principes comptables visés sont la régularité, la sincérité et l'image fidèle du résultat des opérations de l'exercice écoulé ainsi que de la situation financière et du patrimoine de l'État à la fin de l'exercice.
Pour assumer cette nouvelle mission confiée à elle par le législateur, la Cour s'est adjoint les compétences d'une trentaine d'experts issus principalement des grands cabinets d'audit privés. Elle a développé une organisation interchambres ad hoc et une méthodologie spécifique s'inspirant des normes internationales d'audit (ISA).
Le 29 mai 2007, la Chambre du Conseil, qui réunit les présidents de chambre et l'ensemble des conseillers maîtres, a arrêté la position de la Cour quant à la certification des comptes de l'État de l'exercice comptable 2006 : une « certification assortie de 13 réserves substantielles ». Ce premier acte de certification marque le terme de la première année d'application des nouvelles normes de comptabilité générale applicables aux comptes de l'État en application des dispositions de la LOLF.
La position de la Cour signifie que la Cour n'a pas été en mesure de certifier sans réserve que le compte général de l'État soit « régulier, sincère et donne une image fidèle de la situation financière et du patrimoine de l'État au 31 décembre 2006 » en raison de limitations à l'étendue des travaux d'audit et de l'existence d'un ensemble de désaccords quant aux méthodes comptables, ou à leur modalités d'application, et d'incertitudes quant aux informations présentées dans les états financiers.
Les principales limitations à l'étendue des travaux d'audit sont la conséquence de facteurs généraux tels que l'insuffisante adaptation des systèmes d'information comptable aux nouvelles exigences comptables et de traçabilité des données et la faiblesse des dispositifs ministériels de contrôle et d'audit internes. Certaines limitations résultent de causes plus conjoncturelles telles que l'indisponibilité des informations requises pour analyser, conformément aux exigences des normes internationales d'audit, le recensement et la valorisation d'une grande partie des stocks et immobilisations du ministère de la défense ou pour apprécier la justification des crédits et réduction d'impôt sur les sociétés et de taxe sur la valeur ajoutée.
Les incertitudes et désaccords portent sur une large variété de sujets : de la valorisation des actifs du ministère de la Défense au recensement des passifs de l'État en matière d'interventions en passant par l'intégration dans les comptes de l'État des comptes des pouvoirs publics (Parlement, présidence de la République, Conseil constitutionnel, Haute Cour de justice, etc.).
Toutefois, l'analyse des conséquences de ces limitations, accords et incertitudes sur la position de la Cour a été effectuée en tenant compte des spécificités de l'action de l'État, qui ne peut être comparé à une entreprise, et de l'importance des informations présentées dans l'annexe qui permet de ne pas induire en erreur le lecteur des états financiers. De plus, les différentes administrations concernées ont pris des engagements précis et assortis d'un échéancier de mise en œuvre, généralement mentionnés dans l'annexe, pour répondre aux difficultés relevées par la Cour.
Ces éléments ont donc conduit la Cour à certifier les comptes de l'État 2006 avec réserves en application des normes internationales d'audit auxquelles elle se réfère dans le cadre de sa mission de certification.
La Cour des comptes certifie les comptes de l’État pour 2019 avec quatre réserves substantielles, et les comptes de la Sécurité sociale avec 28 réserves (contre 29 pour 2018).

### Assistance du Parlement

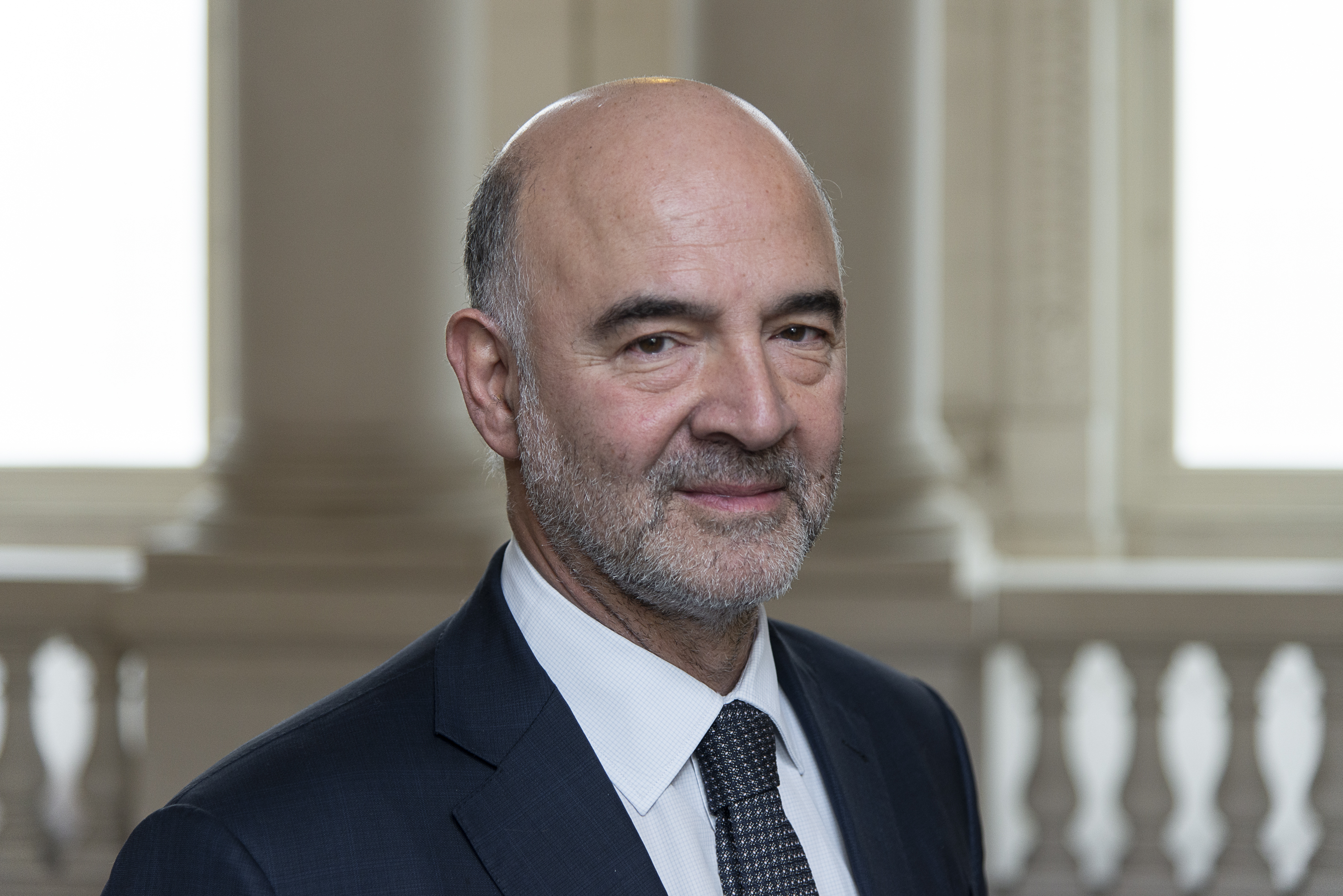
Pierre Moscovici, Premier président de la Cour des comptes depuis le 3 juin 2020.

La Cour des comptes assiste le Parlement dans le contrôle de l’action du Gouvernement. Cette mission, figurant dans la Constitution (articles 47 puis 47-2) et précisée dans la loi organique relative aux lois de finances, comporte notamment :
- l’obligation de répondre aux demandes d’assistance formulées par le président et le rapporteur général de la commission chargée des finances de chaque assemblée dans le cadre des missions de contrôle et d’évaluation ;
- La réalisation de toute enquête demandée par les commissions de l’Assemblée nationale et du Sénat chargées des finances sur la gestion des services ou organismes qu’elle contrôle. Les conclusions de ces enquêtes sont obligatoirement communiquées dans un délai de huit mois après la formulation de la demande à la commission dont elle émane, qui statue sur leur publication ;
- Le dépôt d'un rapport préliminaire conjoint au dépôt du rapport du Gouvernement sur l’évolution de l’économie nationale et sur les orientations des finances publiques ;
- Le dépôt d’un rapport conjoint au dépôt du projet de loi de règlement, relatif aux résultats de l’exécution de l’exercice antérieur et aux comptes associés, qui, en particulier, analyse par mission et par programme l'exécution des crédits ;
- La certification de la régularité, de la sincérité et de la fidélité des comptes de l’État (voir ci-dessus) ;
- Le dépôt d’un rapport conjoint au dépôt de tout projet de loi de finances sur les mouvements de crédits opérés par voie administrative dont la ratification est demandée dans ledit projet de loi de finances[26],[27].

### Rapport public annuel

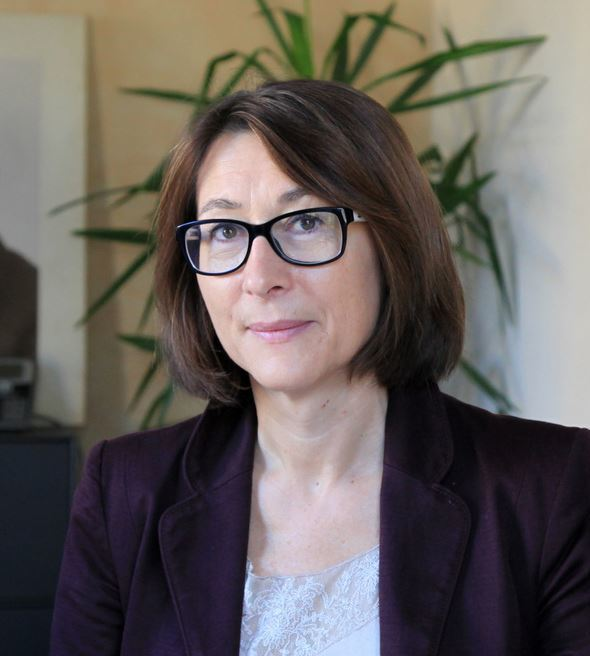
Carine Camby, rapporteure générale du rapport public et des programmes entre le 3 mars 2021 et le 7 février 2023.

La Cour des comptes adresse au Président de la République et présente au Parlement un rapport public annuel et des rapports publics thématiques, dans lesquels elle expose ses observations et recommandations et dégage les enseignements qui peuvent en être tirés. Les rapports publics portent à la fois sur les services, organismes et entreprises directement contrôlés par elle et sur les collectivités territoriales, établissements, sociétés, groupements et organismes qui relèvent de la compétence des chambres régionales et territoriales des comptes.
Le rapport annuel de la Cour des comptes peut faire l'objet d'un débat à l'Assemblée nationale et au Sénat.

## Patrimoine culturel

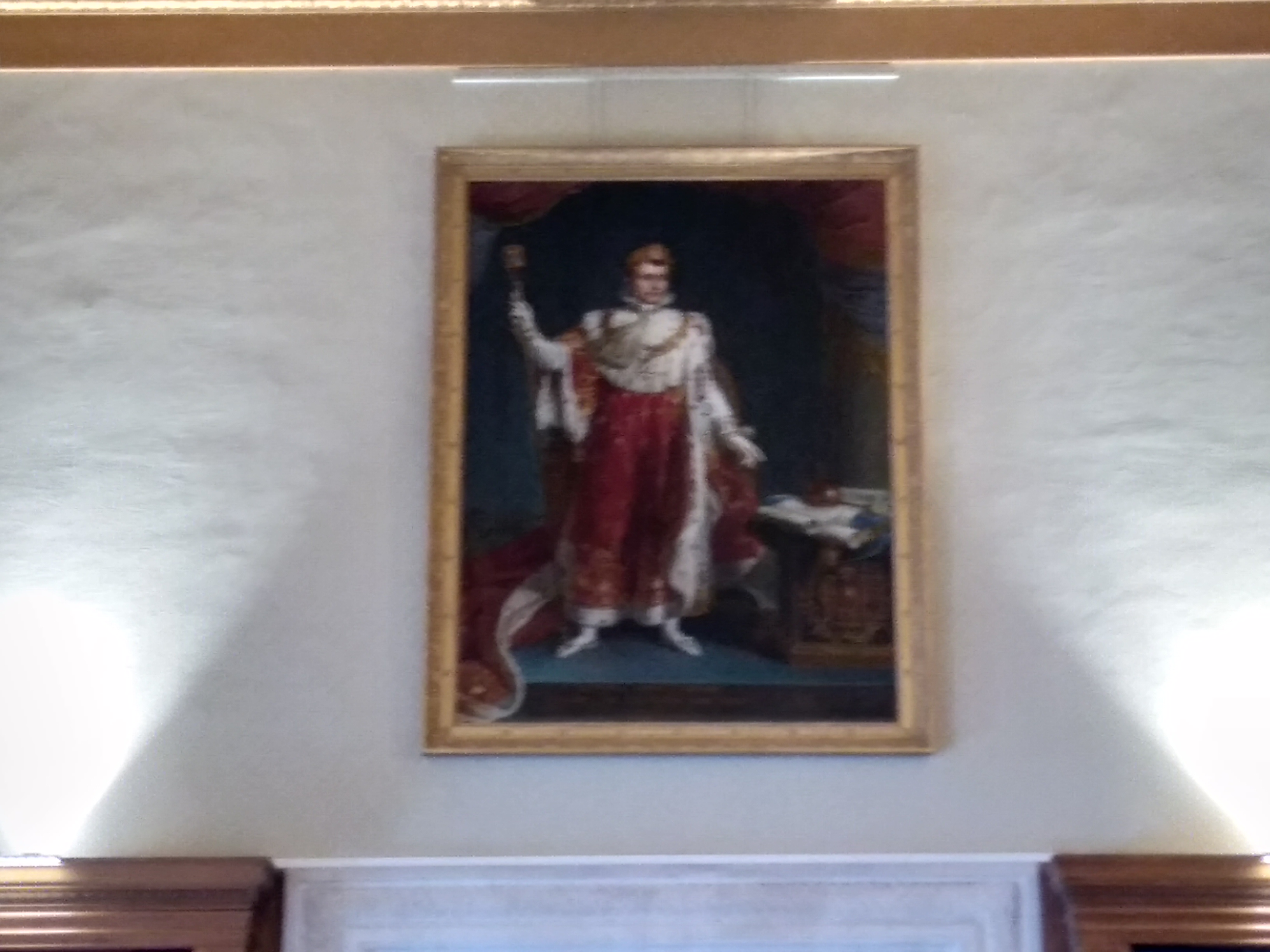
Portrait de Napoléon Ier dans la bibliothèque.

Les façades et toitures du palais Cambon, ainsi que l'ensemble de ses pièces à décor, sont classées à l'inventaire des monuments historiques depuis 1993.
La Cour des comptes possède, en propre ou en dépôt de l'État, un certain nombre d'œuvres d'art, dans le domaine pictural :
- Apollon et Marsyas, par Camillo Procaccini, don de Maurice Magnin à la Cour des comptes ;
- Portrait de l'architrésorier Lebrun, duc de Plaisance, par François-Gabriel Lépaulle (1835) ;
- Portrait de Napoléon Ier, par Georges Devillers, dépôt de la direction des musées de France, peinture achetée à Drouot, le 14 novembre 2007, avec le soutien du Cultural Heritage Fund et de la Caisse des dépôts et consignations ;
- Louis XV sortant du Parlement après le Lit de justice du 13 septembre 1715, par Pierre-Denis Martin, 18e ; copie d'après l'original conservé au château de Versailles[30].

## Problématique du contrôle externe
La Cour est contrôlée par un contrôleur budgétaire et comptable ministériel (CBCM) du ministère chargé du Budget, par un cabinet d'expertise comptable désigné par le conseil supérieur de l'Ordre des experts-comptables (CSOEC), et par des institutions supérieures de contrôle étrangères. Sa gestion a cependant fait l'objet de critiques, et notamment ses liens avec la Caisse des dépôts et consignations.

## Magistrats

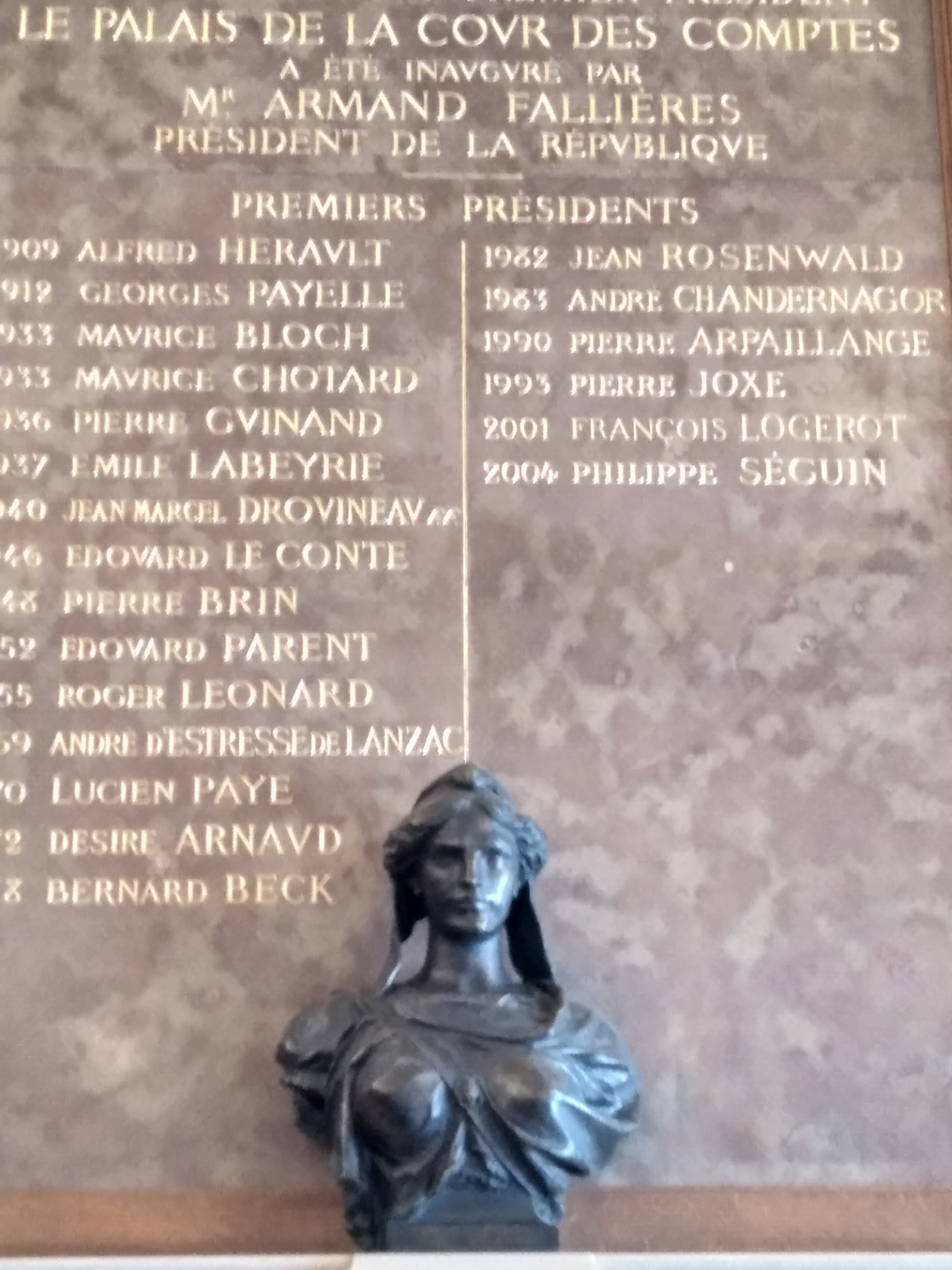
Liste des premiers présidents, marbre situé dans la bibliothèque de la Cour des comptes

Depuis le 3 juin 2020, Pierre Moscovici est le premier président de la Cour des comptes.
En octobre 2022, les présidents de chambre sont Carine Camby, Annie Podeur (d), Nacer Meddah, Christian Charpy, Catherine Démier, Véronique Hamayon (d), Jean-Yves Bertucci (d). Le rapporteur général du rapport public et des programmes est Yves Rolland.
Depuis le 11 octobre 2024, Véronique Hamayon est procureur général près la Cour des comptes. Le parquet général est également composé du premier avocat général et d’avocats généraux.
Le secrétariat général est composé du secrétaire général et de secrétaires généraux adjoints.
L’effectif moyen est de 771 personnes à la Cour des comptes (magistrats et agents).

## Critiques
Selon l’hebdomadaire Marianne, l'application des recommandations de la Cour des comptes a conduit à une « forte chute de l’investissement public local et des conséquences désastreuses pour des secteurs comme le bâtiment et les équipements publics » et fait « reposer sur les plus pauvres et les classes moyennes les efforts budgétaires demandés à la population ».
En novembre 2023, la presse dévoile que l’institution « garante de la rigueur budgétaire du pays » a réimprimé 3 000 exemplaires de son rapport d’activité, pour la somme de 10 000 euros afin notamment de remplacer une photo de Pierre Moscovici. La Cour des comptes se défend en avançant que la photo était« non institutionnelle et déformée ».
À l’occasion de la nomination de Najat Vallaud-Belkacem à la cour, Pierre Moscovici est également critiqué par une partie de la presse pour favoriser la nomination d'anciens élus socialistes à la Cour des comptes, Vincent Peillon, nommé conseiller maître en service extraordinaire le 23 juin 2021, puis l’ancienne présidente du groupe socialiste à l’Assemblée Valérie Rabault, le 29 janvier 2025. Le journal satirique avance qu'il promeut la candidature de Najat Vallaud-Belkacem, en dépit du fait que celle-ci ne possède pas de compétences particulières en terme de finance ou de comptabilité,. Le Figaro décrit alors la Cour des comptes, comme un « cimetière des éléphants socialistes ».